# Mesammina
Mesammina es un género de foraminífero bentónico de la subfamilia Tholosininae, de la familia Saccamminidae, de la superfamilia Saccamminoidea, del suborden Saccamminina y del orden Astrorhizida. Su especie tipo es Mesammina annika. Su rango cronoestratigráfico abarca desde el Emsiense (Devónico inferior) hasta el Eifeliense (Devónico medio).

## Discusión
Clasificaciones previas incluían Mesammina en la subfamilia Hemisphaerammininae, de la familia Hemisphaeramminidae, de la superfamilia Astrorhizoidea, así como en el suborden Textulariina del orden Textulariida.

## Clasificación
Mesammina incluye a las siguientes especies:
- Mesammina annika †